# Aeroporto regionale di Yellowstone
L'Aeroporto regionale di Yellowstone (IATA: COD, ICAO: KCOD) (in inglese: Yellowstone Regional Airport), è uno scalo aeroportuale regionale statunitense situato a 3,7 km da Cody, nella Contea di Park in Wyoming. L'aeroporto è servito solo da voli domestici.
La struttura, priva di torre di controllo del traffico aereo e posta a circa 1 550 m s.l.m., è composta da un terminal aeroportuale e da una pista con superficie in asfalto lunga 2 520 e larga 30,5 m (8 268 x 100 ft), con orientamento 4/22, dotata di sistema di illuminazione a bordo pista  ad alta intensità (HIRL) e sistema luminoso di avvicinamento PAPI.
L'aeroporto è gestito dal consiglio municipale della cittadina (City of Cody). ed è aperto al traffico commerciale.